# Leichtathletik-Europameisterschaften 1974/Marathon der Männer

Kolosseum in Rom

Der Marathonlauf der Männer bei den Leichtathletik-Europameisterschaften 1974 fand am 8. September 1974 in Rom, Italien, statt.
Der Brite Ian Thompson gewann das Rennen in 2:13:18,8 h. Vizeeuropameister wurde Eckhard Lesse aus der DDR vor dem Belgier Gaston Roelants.

## Bestehende Rekorde / Bestleistungen
Anmerkung:
Rekorde wurden damals im Marathonlauf und Straßengehen wegen der unterschiedlichen Streckenbeschaffenheiten mit Ausnahme von Meisterschaftsrekorden nicht geführt.
| Weltbestzeit         | Derek Clayton | 2:08:33,6 h | Antwerpen, Belgien       | 30. Mai 1969    |
| Europabestzeit       | Ian Thompson  | 2:09:12 h   | Christchurch, Neuseeland | 31. Januar 1974 |
| Meisterschaftsrekord | Karel Lismont | 2:13:09,0 h | EM Helsinki              | 15. August 1971 |

Der bestehende EM-Rekord wurde bei diesen Europameisterschaften nicht erreicht. Mit seiner Siegzeit von 2:13:18,8 h blieb der britische Europameister Ian Thompson allerdings nur um 9,8 s über dem Rekord. Zur Europabestzeit fehlten ihm 4:06,8 min, zur Weltbestzeit 4:45,2 min.

## Legende
- DNF: Wettkampf nicht beendet (did not finish)
- DNS: nicht am Start (did not start)

## Ergebnis

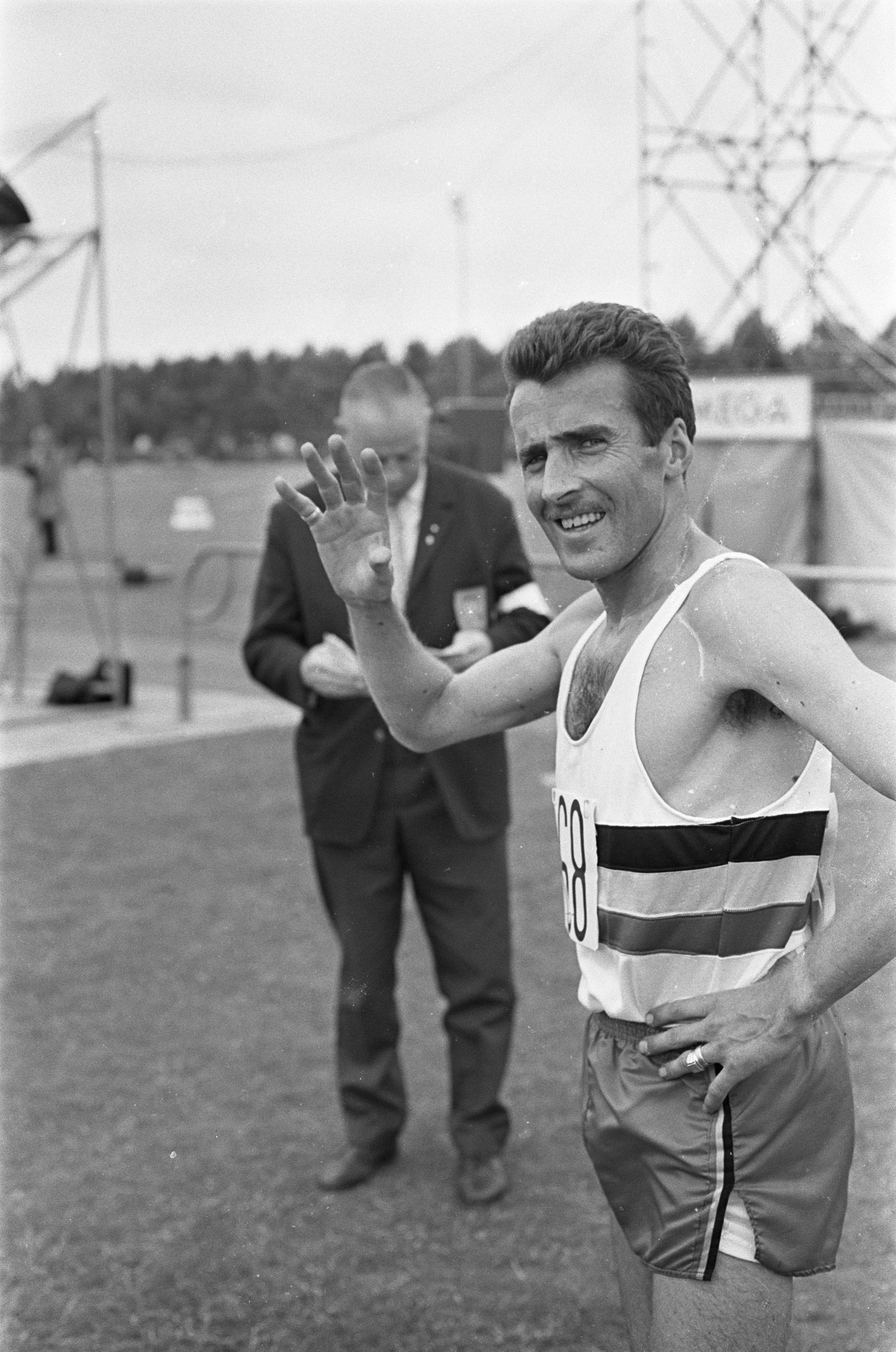
Bronzemedaillengewinner Gaston Roelants

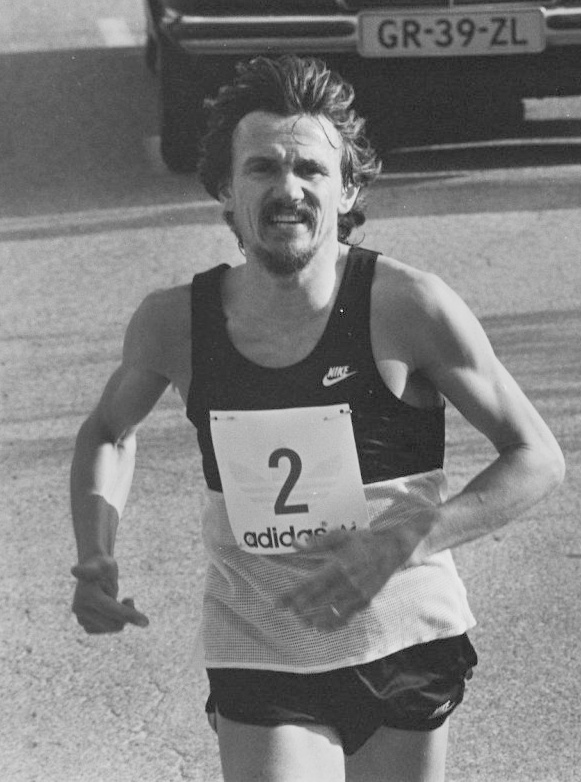
Jose Reveyn – Platz fünf

| Platz | Athlet                | Land             | Zeit (h)  |
| ----- | --------------------- | ---------------- | --------- |
|       | Ian Thompson          | Großbritannien   | 2:13:18,8 |
|       | Eckhard Lesse         | DDR              | 2:14:57,4 |
|       | Gaston Roelants       | Belgien          | 2:16:29,6 |
| 04    | Bernie Plain          | Großbritannien   | 2:18:02,2 |
| 05    | Jose Reveyn           | Belgien          | 2:19:36,4 |
| 06    | Ferenc Szekeres       | Ungarn           | 2:20:12,8 |
| 07    | Giuseppe Cindolo      | Italien          | 2:20:28,2 |
| 08    | Neil Cusack           | Irland           | 2:22:05,0 |
| 09    | Paavo Leiviskä        | Finnland         | 2:22:45,6 |
| 10    | Yuriy Laptyev         | Sowjetunion      | 2:23:15,6 |
| 11    | Paolo Accaputo        | Italien          | 2:24:06,0 |
| 12    | Danny McDaid          | Irland           | 2:25:07,8 |
| 13    | Jørgen Jensen         | Dänemark         | 2:26:54,2 |
| 14    | Bob Sercombe          | Großbritannien   | 2:27:13,0 |
| 15    | Josef Jánský          | Tschechoslowakei | 2:27:40,4 |
| 16    | Edward Łęgowski       | Polen            | 2:27:45,8 |
| 17    | Václav Mládek         | Tschechoslowakei | 2:30:16,8 |
| 18    | Peter Suchán          | Tschechoslowakei | 2:30:42,6 |
| 19    | Reino Paukkonen       | Finnland         | 2:31:11,2 |
| 20    | Günter Mielke         | BR Deutschland   | 2:32:21,6 |
| 21    | Ryszard Chudecki      | Polen            | 2:34:15,0 |
| 22    | Anatoliy Strelets     | Sowjetunion      | 2:34:55,2 |
| DNF   | Antonio Mangano       | Italien          |           |
| DNF   | Juri Welikorodnych    | Sowjetunion      |           |
| DNF   | Karel Lismont         | Belgien          |           |
| DNF   | Agustín Diaz Pavon    | Spanien          |           |
| DNF   | Peter Helmer          | Dänemark         |           |
| DNF   | Atanas Galabov        | Bulgarien        |           |
| DNF   | Theofanis Tsimingatos | Griechenland     |           |
| DNF   | Fernand Kolbeck       | Frankreich       |           |
| DNS   | Jochen Schirmer       | BR Deutschland   |           |

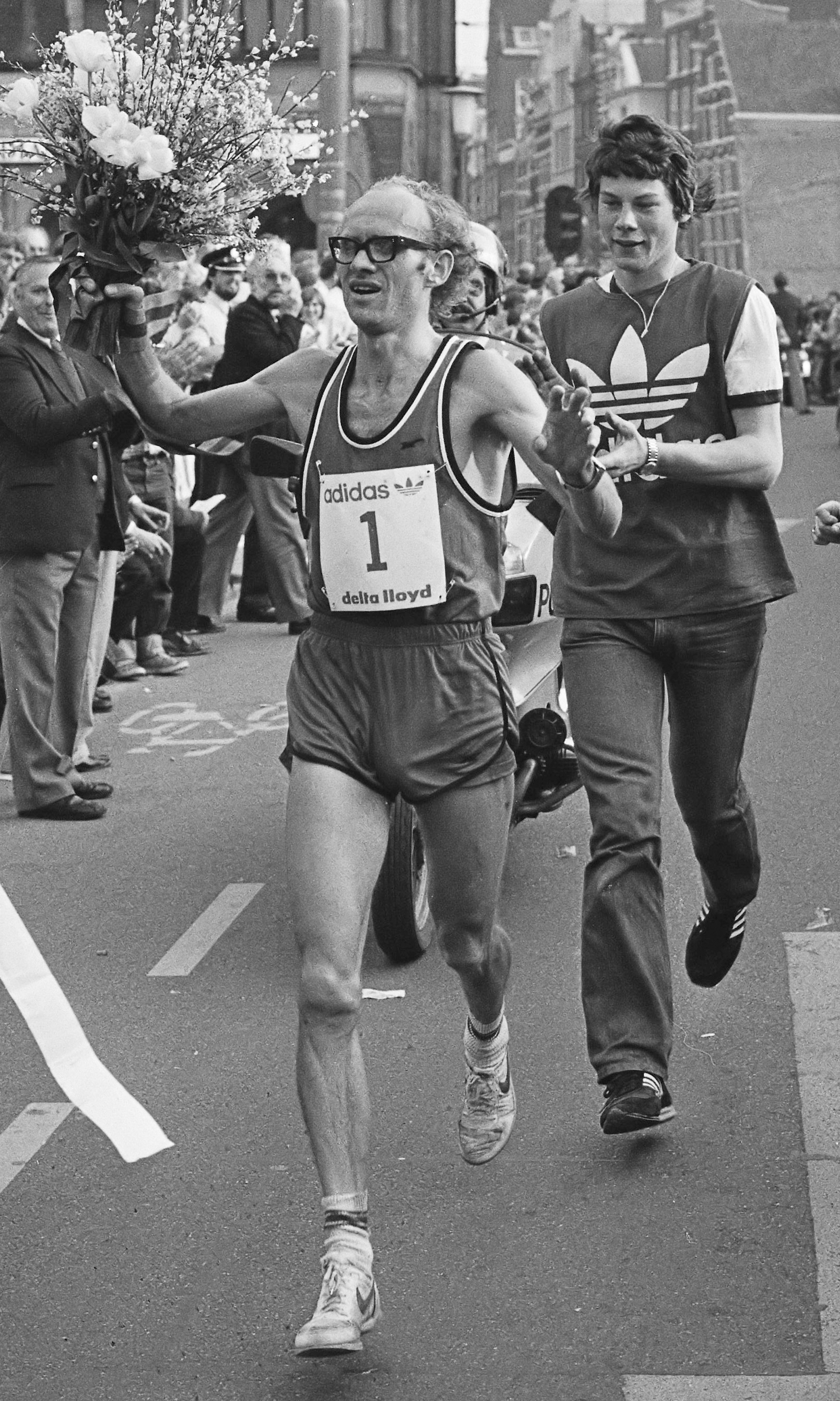
Ferenc Szekeres – Platz sechs
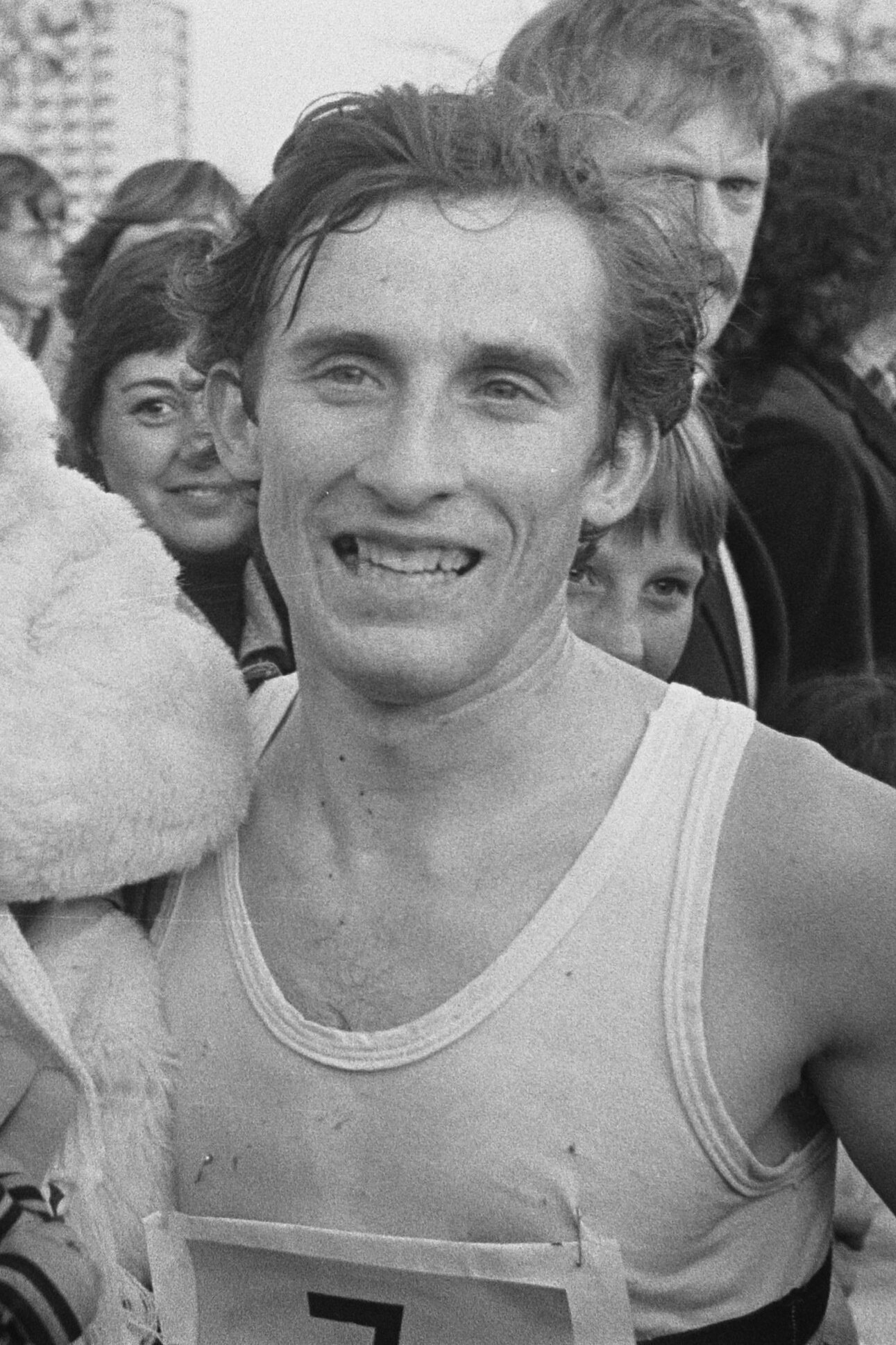
Titelverteidiger Karel Lismont – Rennen nicht beendet